# F1 2018
F1 2018 (o anche Formula 1 2018) è un videogioco di guida, sviluppato e pubblicato da Codemasters il 24 agosto 2018. È basato sul campionato mondiale di Formula 1 2018.

## Nuove caratteristiche
Rispetto al passato fanno ritorno i media, con l'aggiunta di interviste in tempo strettissimo. Sono state aggiunte otto nuove auto classiche, tra cui la Brawn BGP 001 di Jenson Button (come DLC) e la Ferrari 312 T2 di Niki Lauda, più le vetture presenti in F1 2017. È stato semplificato lo sviluppo dei componenti della monoposto e si può scegliere il proprio rivale col computer.
Fanno ritorno i circuiti Paul Ricard e Hockenheim e sono stati aggiunti l'Halo, che viene introdotto realmente nella stagione 2018 di Formula 1 e l'ERS. La grafica e la fisica sono state entrambe migliorate.

## Piloti e team
F1 2018 include i 20 piloti e le 10 squadre della stagione 2018 di Formula 1.
| Scuderia                         | Costruttore               | Telaio | Power unit | Gomme | Nº | Piloti            | Sigla |
| -------------------------------- | ------------------------- | ------ | ---------- | ----- | -- | ----------------- | ----- |
| Mercedes AMG Petronas Motorsport | Mercedes                  | W09    | Mercedes   | P     | 44 | Lewis Hamilton    | HAM   |
| Mercedes AMG Petronas Motorsport | Mercedes                  | W09    | Mercedes   | P     | 77 | Valtteri Bottas   | BOT   |
| Scuderia Ferrari                 | Ferrari                   | SF71H  | Ferrari    | P     | 5  | Sebastian Vettel  | VET   |
| Scuderia Ferrari                 | Ferrari                   | SF71H  | Ferrari    | P     | 7  | Kimi Räikkönen    | RAI   |
| Aston Martin Red Bull Racing     | Red Bull Racing-TAG Heuer | RB14   | Renault    | P     | 3  | Daniel Ricciardo  | RIC   |
| Aston Martin Red Bull Racing     | Red Bull Racing-TAG Heuer | RB14   | Renault    | P     | 33 | Max Verstappen    | VER   |
| Sahara Force India F1 Team       | Force India-Mercedes      | VJM11  | Mercedes   | P     | 11 | Sergio Pérez      | PER   |
| Sahara Force India F1 Team       | Force India-Mercedes      | VJM11  | Mercedes   | P     | 31 | Esteban Ocon      | OCO   |
| Williams Martini Racing          | Williams-Mercedes         | FW41   | Mercedes   | P     | 18 | Lance Stroll      | STR   |
| Williams Martini Racing          | Williams-Mercedes         | FW41   | Mercedes   | P     | 35 | Sergej Sirotkin   | SIR   |
| Renault Sport Formula One Team   | Renault                   | R.S.18 | Renault    | P     | 27 | Nico Hülkenberg   | HUL   |
| Renault Sport Formula One Team   | Renault                   | R.S.18 | Renault    | P     | 55 | Carlos Sainz Jr.  | SAI   |
| Red Bull Toro Rosso Honda        | STR-Honda                 | STR13  | Honda      | P     | 28 | Brendon Hartley   | HAR   |
| Red Bull Toro Rosso Honda        | STR-Honda                 | STR13  | Honda      | P     | 10 | Pierre Gasly      | GAS   |
| Haas F1 Team                     | Haas-Ferrari              | VF-18  | Ferrari    | P     | 8  | Romain Grosjean   | GRO   |
| Haas F1 Team                     | Haas-Ferrari              | VF-18  | Ferrari    | P     | 20 | Kevin Magnussen   | MAG   |
| McLaren F1 Team                  | McLaren-Renault           | MCL33  | Renault    | P     | 14 | Fernando Alonso   | ALO   |
| McLaren F1 Team                  | McLaren-Renault           | MCL33  | Renault    | P     | 2  | Stoffel Vandoorne | VAN   |
| Alfa Romeo Sauber F1 Team        | Sauber-Ferrari            | C37    | Ferrari    | P     | 9  | Marcus Ericsson   | ERI   |
| Alfa Romeo Sauber F1 Team        | Sauber-Ferrari            | C37    | Ferrari    | P     | 16 | Charles Leclerc   | LEC   |

## Lista dei circuiti
F1 2018 contiene tutti i 21 circuiti della stagione 2018 di Formula 1.
| No. | Gran Premio                             | Circuito                       | Sede                |
| --- | --------------------------------------- | ------------------------------ | ------------------- |
| 1   | Rolex Australian Grand Prix             | Albert Park Circuit            | Melbourne           |
| 2   | Gulf Air Bahrain Grand Prix             | Bahrain International Circuit  | Manama              |
| 3   | Heineken Chinese Grand Prix             | Shanghai International Circuit | Shanghai            |
| 4   | Azerbaijan Grand Prix                   | Circuito di Baku               | Baku                |
| 5   | Gran Premio de España Emirates          | Circuit de Catalunya           | Barcellona          |
| 6   | Grand Prix de Monaco                    | Circuit de Monaco              | Monte Carlo         |
| 7   | Gran Prix Heineken du Canada            | Circuit Gilles Villeneuve      | Montréal            |
| 8   | Pirelli Grand Prix de France            | Circuito Paul Ricard           | Le Castellet (Varo) |
| 9   | Eyetime Großer Preis von Österreich     | Red Bull Ring                  | Spielberg           |
| 10  | Rolex British Grand Prix                | Circuito di Silverstone        | Silverstone         |
| 11  | Emirates Großer Preis von Deutschland   | Hockenheimring                 | Hockenheim          |
| 12  | Rolex Magyar Nagydíj                    | Hungaroring                    | Budapest            |
| 13  | Johnnie Walker Belgian Grand Prix       | Circuit de Spa-Francorchamps   | Francorchamps       |
| 14  | Gran Premio Heineken d'Italia           | Autodromo nazionale di Monza   | Monza               |
| 15  | Singapore Airlines Singapore Grand Prix | Singapore Street Circuit       | Singapore           |
| 16  | VTB Russian Grand Prix                  | Autodromo di Soči              | Soči                |
| 17  | Honda Japanese Grand Prix               | Circuito di Suzuka             | Suzuka              |
| 18  | Pirelli United States Grand Prix        | Circuito delle Americhe        | Austin              |
| 19  | Gran Premio de México                   | Autodromo Hermanos Rodríguez   | Città del Messico   |
| 20  | Grande Prêmio Heineken do Brasil        | Autódromo José Carlos Pace     | San Paolo           |
| 21  | Etihad Airways Abu Dhabi Grand Prix     | Yas Marina Circuit             | Emirati Arabi Uniti |

## Lista delle vetture classiche
- 1972  Lotus 72D
- 1976  Ferrari 312 T2
- 1976  Mclaren M23-D
- 1978  Lotus 79
- 1979  Ferrari 312 T4
- 1982  McLaren MP4/1B
- 1988  McLaren Honda MP 4/4
- 1991  McLaren Honda MP 4/6
- 1992  Williams Renault FW14
- 1995  Ferrari 412 T2
- 1996  Williams Renault FW18
- 1998  McLaren Mercedes MP4/13
- 2002  Ferrari F2002
- 2003  Williams FW25
- 2004  Ferrari F2004
- 2006  Renault R26
- 2007  Ferrari F2007
- 2008  McLaren MP4-23
- 2009  Brawn BGP-001
- 2010  Red Bull RB6